# SOXMIS
Een SOXMIS-voertuig was een onopvallend niet-militair Sovjetvoertuig (auto of motor) dat voor (open) militaire spionagedoeleinden werd gebruikt in het Westen gedurende de periode van de Koude Oorlog tot aan de val van de Berlijnse Muur. Voor SOXMIS werd vaak de afkorting voor Soviet Exchange Mission gebruikt; de officiële naam was echter Soviet Forces Military Liaison Mission (SFMLM).

## Militaire spionage

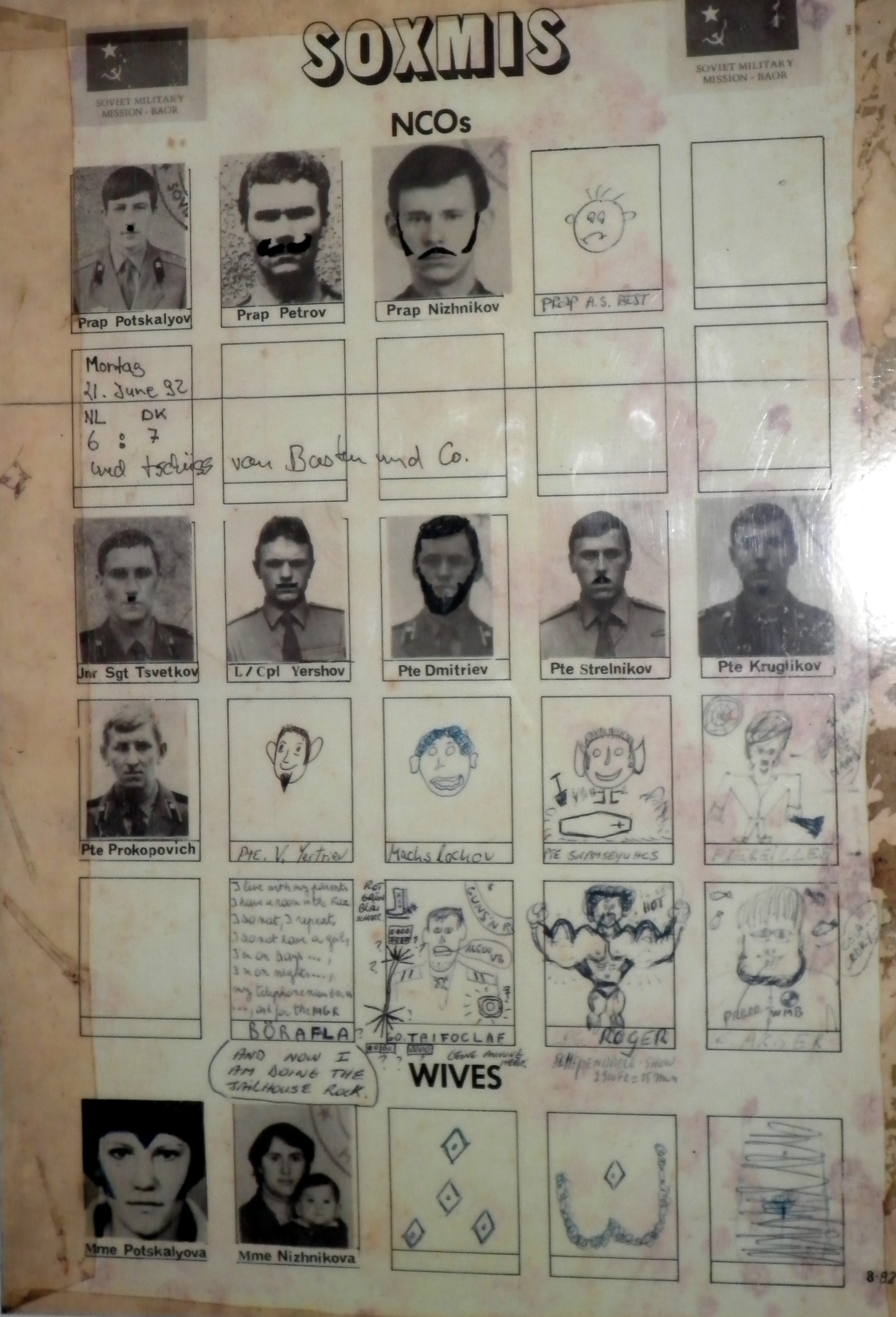
SOXMIS NCOs in NAVO-hoofdkwartier Cannerberg

Na de Tweede Wereldoorlog kwamen de bezettingsmachten in Duitsland overeen dat ze een missie in elkaars sector zouden stationeren. De Sovjetmissie opereerde in de Amerikaanse, Britse en Franse sector onder de naam SOXMIS. In de loop der jaren werd duidelijk dat deze missie zich naast haar controlerende taak ook bezighield met spionage.
Deze voertuigen weken daarvoor van de toegestane route af om bij militaire doelen te komen. Het doel daarvan was, om inlichtingen van operaties en objecten in voormalig West-Duitsland te verzamelen. De gebruikte voertuigen bezaten speciale nummerborden die bij alle NAVO-eenheden in West-Duitsland bekend waren. De inzittenden konden in uniform of in burger opereren.
Elke Nederlandse militair die in de jaren 1960-1990 in West-Duitsland gelegerd was, had een infokaart, waarop zo'n SOXMIS-kenteken stond en wat men precies moest doen indien zo'n voertuig ergens werd gesignaleerd Een SOXMIS-rapportage werd doorgezonden naar een speciaal onderdeel in Herford. Het aantal SOXMIS-meldingen steeg als er westerse militaire oefeningen bezig waren.
In de Britse sector was een SOXMIS-basis gevestigd in het Duitse plaatsje Bünde nabij Herford. In bepaalde gebieden (restricted areas) was er een verbod voor SOXMIS-voertuigen om de autobahn te verlaten - behalve indien een dergelijk voertuig werd begeleid door de militaire politie afkomstig van Frankrijk, het Verenigd Koninkrijk of de Verenigde Staten.

## Geheime operaties

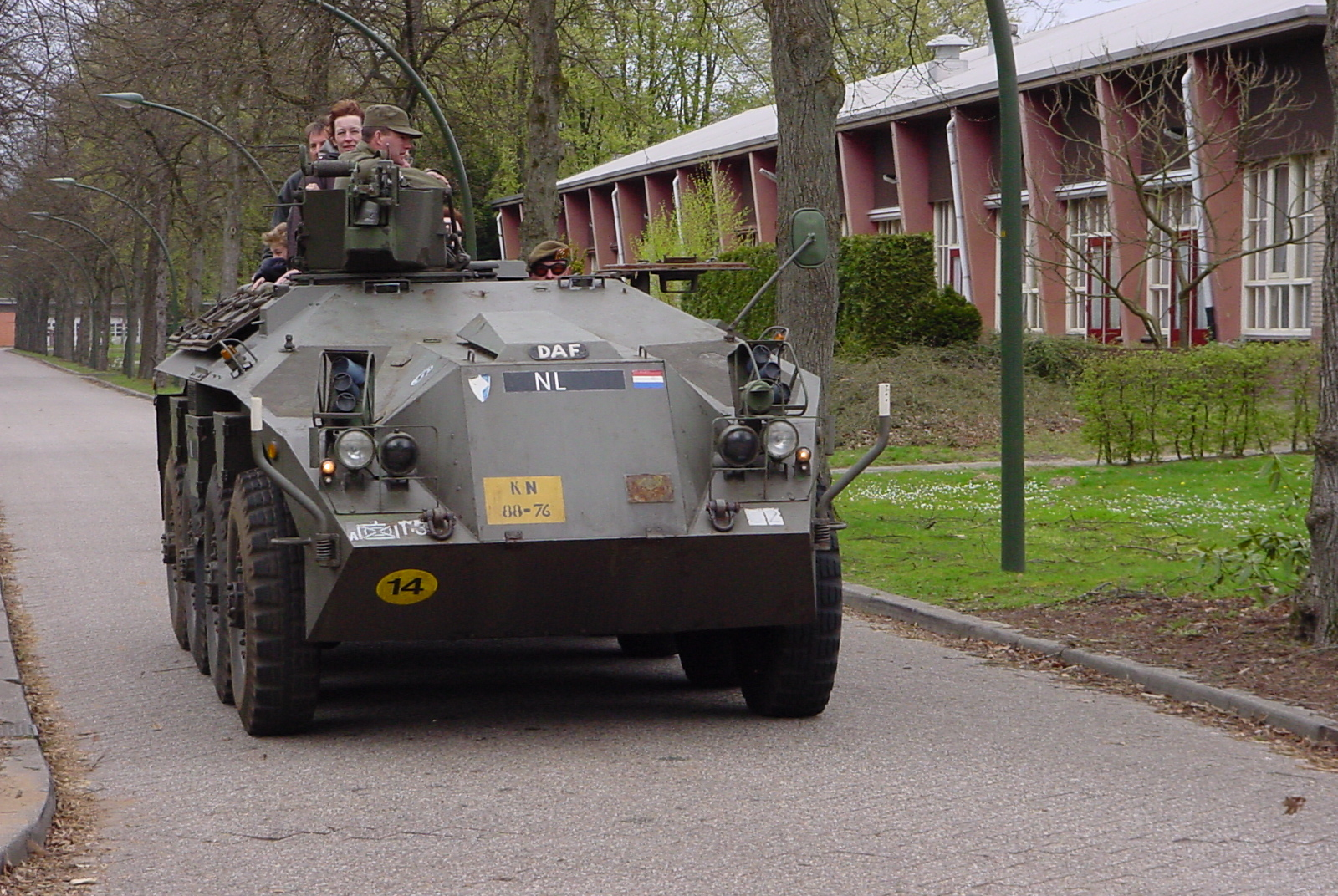
Een DAF YP-408

Gelijkaardige operaties werden uitgevoerd door Britse troepen in de DDR, onder de naam British Commanders' in Chief Mission to the Soviet Forces in Germany (BRIXMIS), door Franse troepen in de DDR onder de naam Mission Militaire Française de Liaison (MMFL) en ook Amerikaanse troepen in de DDR onder de naam US Military Liaison Mission (USMLM).
Soms werd hierbij hardhandig opgetreden. Ook in de Nederlandse Legerkoerier werd in 1975 een geval compleet met foto vermeld, waarbij een Nederlands pantserinfanteriebataljon een SOXMIS-voertuig aan de kant van de weg zette. Het betreffende bataljon was met een oefening bezig die door het SOXMIS-voertuig werd geobserveerd. Het Russische voertuig werd door een YP-408 klemgereden. De inzittenden mochten echter alleen door Britse of Amerikaanse MP uit de auto worden gehaald en verhoord. Door de jaren heen werden diverse Nederlandse NAVO-eenheden in voormalig West-Duitsland met SOXMIS-voertuigen geconfronteerd. Dit gebeurde voornamelijk bij eenheden met een nucleaire taak of tijdens grote NAVO-oefeningen.